# إف 1 2011 (لعبة فيديو)
إف 1 2011 (بالإنجليزية: F1 2011)‏ ، هي لعبة فيديو إلكترونية من نوع سباق السيارات الفورومولا ون، صدرت اللعبة في السوق شهر سبتمبر سنة 2011م، وتعمل على أنظمة التشغيل كل من بلاي ستيشن 3 وإكس بوكس 360 ومايكروسوفت ويندوز ونينتندو 3دي إس ومتجر آي أو إس الإلكتروني التابع لشركة آبل الأمريكية.